# Parcey
Parcey é uma comuna francesa na região administrativa de Borgonha-Franco-Condado, no departamento de Jura. Estende-se por uma área de 8,94 km². Em 2010 a comuna tinha 1 007 habitantes (densidade: 112,6 hab./km²).